# 覺羅西銘
覺羅西銘（？—1787年），又稱西銘，清朝政治人物。
乾隆年間，擔任工部員外郎。乾隆十四年，任河南彰德府知府。乾隆三十七年，任工部製造庫司庫。乾隆五十年，升任西寧將軍。